# Acosmium cardenasii
Acosmium cardenasii är en ärtväxtart som beskrevs av Howard Samuel Irwin och Mary Therese Kalin Arroyo. Acosmium cardenasii ingår i släktet Acosmium och familjen ärtväxter. Inga underarter finns listade i Catalogue of Life.